# Värnamo Södra FF
Värnamo Södra FF är en fotbollsförening i Värnamo, bildad 1 april 1949.
Föreningen har med undantag av några år på 1960-talet, då även handboll spelades, sysslat med fotboll. Inledningsvis handlade det om enbart seniorfotboll, men efter hand har ungdomsverksamheten vuxit, och klubben har omkring 600 medlemmar, varav 400 aktiva.
Flera spelare fostrade i Värnamo Södra har gått vidare till allsvenskt spel med IFK Värnamo, däribland Victor Eriksson och Kenan Bilalovic. Även Erik Ferman och Filip Eriksson har Värnamo Södra som moderklubb.

## Historik
När verksamheten påbörjades säsongen 1949/1950 var det i division VII. 1952/1953 spelade V Södra för första gången i division VI, och 1962 var det dags för division V. Några bakslag följde på vägen innan man 1974 var redo för division IV. Då inträffade den historiska händelsen att stadens två fotbollsklubbar, Södra och IFK, spelade i samma serie. Derbymatcherna slutade 0–1 och 0–0, vilket bidrog till Södras degradering.
Nästa gång Södra gick upp i fyran var 1989, men även då blev sejouren ettårig. 1990-talet inleddes med serieseger i div V, och blev sedan med Södras mått mätt verkligt framgångsrikt. Toppen var seriesegern i division IV 1995 och avancemang till division III. 1996 var det åter dags för derbymatcher mot IFK: annandag pingst vann Kamraterna på Finnvedsvallen med 2–0 inför 1 500 åskådare. Även höstderbyt blev en Södra-förlust med samma siffror. IFK vann serien medan Södra klarade sig kvar via kvalspel.
Från 1997 gick det sedan nedåt. Klubben åkte ur trean 1997 och ur division IV 2002. Första året i femman (2003) innebar en 8:e plats, innan det gick uppåt igen. 2007 missade V Södra kvalet till division IV, men 2009 blev det avancemang via serieseger i division V Västra. En starkt bidragande orsak till seriesegern var tränaren Roger Ahl.